# Хуландой (тайп)
Хуландой (чечен. Хуландой) — один из чеченских тайпов, входящий в тукхум шарой. Был расселён в основном в юго-восточной части Чечни. На правом притоке Шаро-Аргуна — реки Хуландой-Ахк спускавшейся двумя руслами с ледников вершины Диклосмта (4285 м) Бокового хребта.

## География
Территория тайпа граничит на западе и северо-западе с Кесалой, на севере с Шикарой, на востоке с Хакмадой, на юге перевальный путь через Снеговой хребет вёл в андо-цезские общества Дагестана. На территории тайпа располагались селения Хуландой, Тепхов, Галандуо и Бургал гала.